# Gow Ālī
Gow Ālī (persiska: گوالی, گَوالی, گو آلی, Gūālī) är en ort i Iran.   Den ligger i provinsen Zanjan, i den nordvästra delen av landet, 270 km väster om huvudstaden Teheran. Gow Ālī ligger 1 894 meter över havet och antalet invånare är 117.
Terrängen runt Gow Ālī är kuperad åt sydväst, men åt nordost är den platt.Runt Gow Ālī är det ganska tätbefolkat, med 75 invånare per kvadratkilometer. Närmaste större samhälle är Solţānīyeh, 19,4 km sydost om Gow Ālī. Trakten runt Gow Ālī består i huvudsak av gräsmarker.